# Волощук, Константин Никитович
Константи́н Ники́тович Волощу́к (6 апреля 1916, Любашёвка — 24 апреля 1945, Берлин) — Герой Советского Союза (1946).

## Биография
Родился в 1916 году в селе Любашёвка Одесской области. Окончил семилетнюю школу в 1933 году, школу ФЗО в 1937 году.
В Красной Армии с 1937 года. Участник Великой Отечественной войны с 1941 года. Воевал на Юго-Западном, 2-м Украинском, 1-м Белорусском фронтах. Во время Берлинской наступательной операции командовал стрелковым батальоном 177-го гвардейского стрелкового полка 60-й гвардейской стрелковой дивизии. 24 апреля 1945 года героически погиб при форсировании реки Шпрее (Берлин). Похоронен в Берлине.
Указом Президиума Верховного Совета СССР от 15 мая 1946 года посмертно присвоено звание Героя Советского Союза.

## Память
Именем Героя ранее называлась Любашевская средняя школа № 1.